# Rafael Attard
Rafael Attard Llobell [en ocasiones Atard] Llobell (Valencia, 1845 - Valencia , 1886) fue un abogado y político de la Comunidad Valenciana, España.
Hijo de un notario y hermano de Eduardo, estudió en los Escolapios y se licenció en Derecho en la Universidad de Valencia en 1868. Trabajó como promotor fiscal en Sagunto y Lucena y como abogado fiscal de la Audiencia de Valencia. En 1872 se estableció como abogado en Madrid, donde publicó artículos en la Revista de Legislación y Jurisprudencia y fundó la Revista de Administración civil. Gracias a sus dotes oratorias, a instancia de su hermano, ingresó en el Partido Conservador, con el que fue elegido diputado por el distrito electoral de Requena en las elecciones generales de 1879 y por el de Valencia en las elecciones de 1881, en disputa con Cristino Martos Balbi. Murió unos meses después de ser nuevamente elegido diputado en las elecciones generales de 1886.